# 図書館

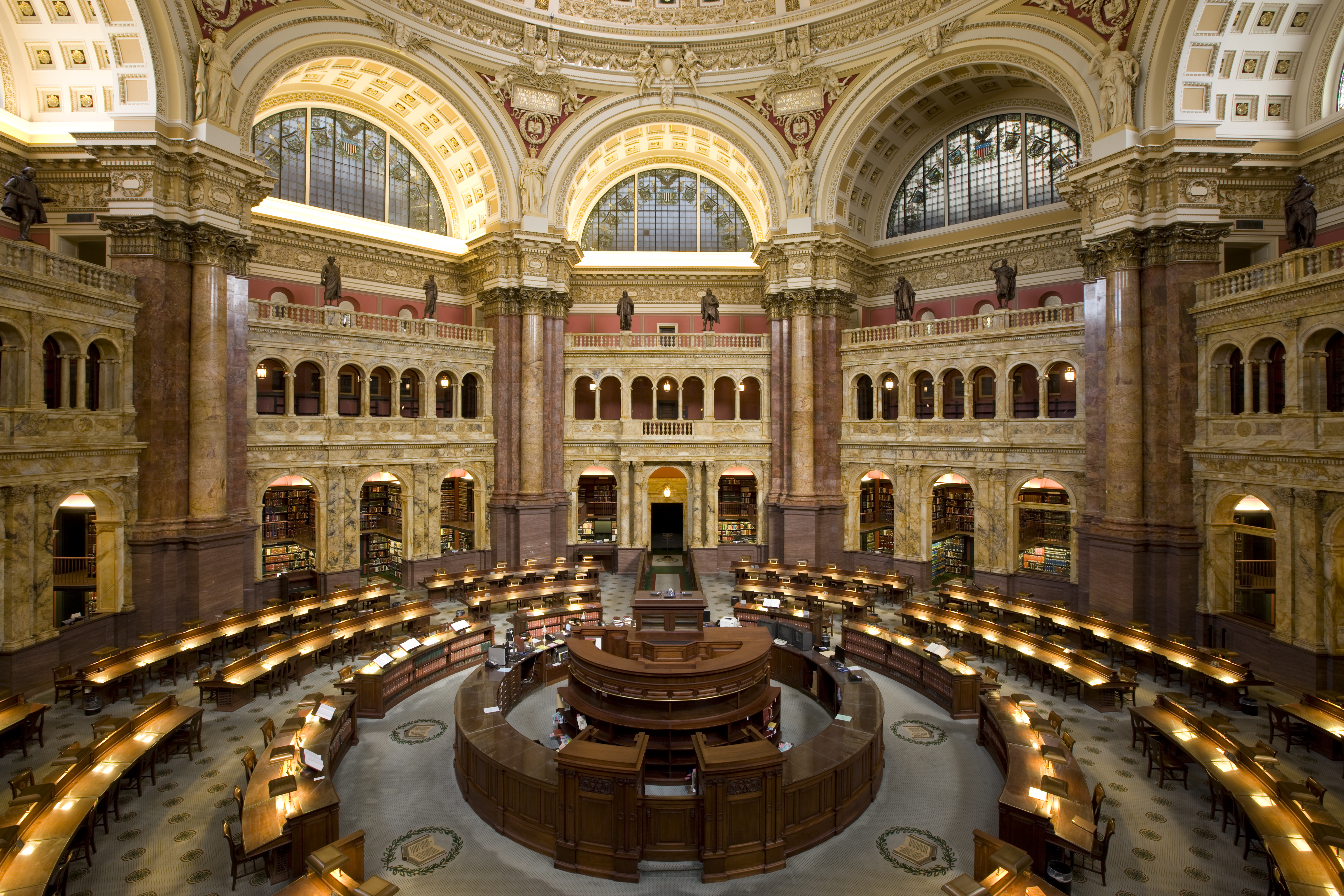
アメリカ合衆国議会図書館

図書館（としょかん）とは、書籍や雑誌、点字資料、映像・録音といった視聴覚資料等を収集・保管し、利用者への貸出や閲覧などの供する施設もしくは機関である。
日本語の「図書館」は、明治中期に英語のライブラリ（英: library）から訳された訳語（和製漢語）である。図版の「図」、書籍の「書」を取って、図書とし、図書を保存する建物という意味であった。他の西洋言語では、独: Bibliothek、仏: bibliothèqueなどという。

## 図書館の歴史

### 古代

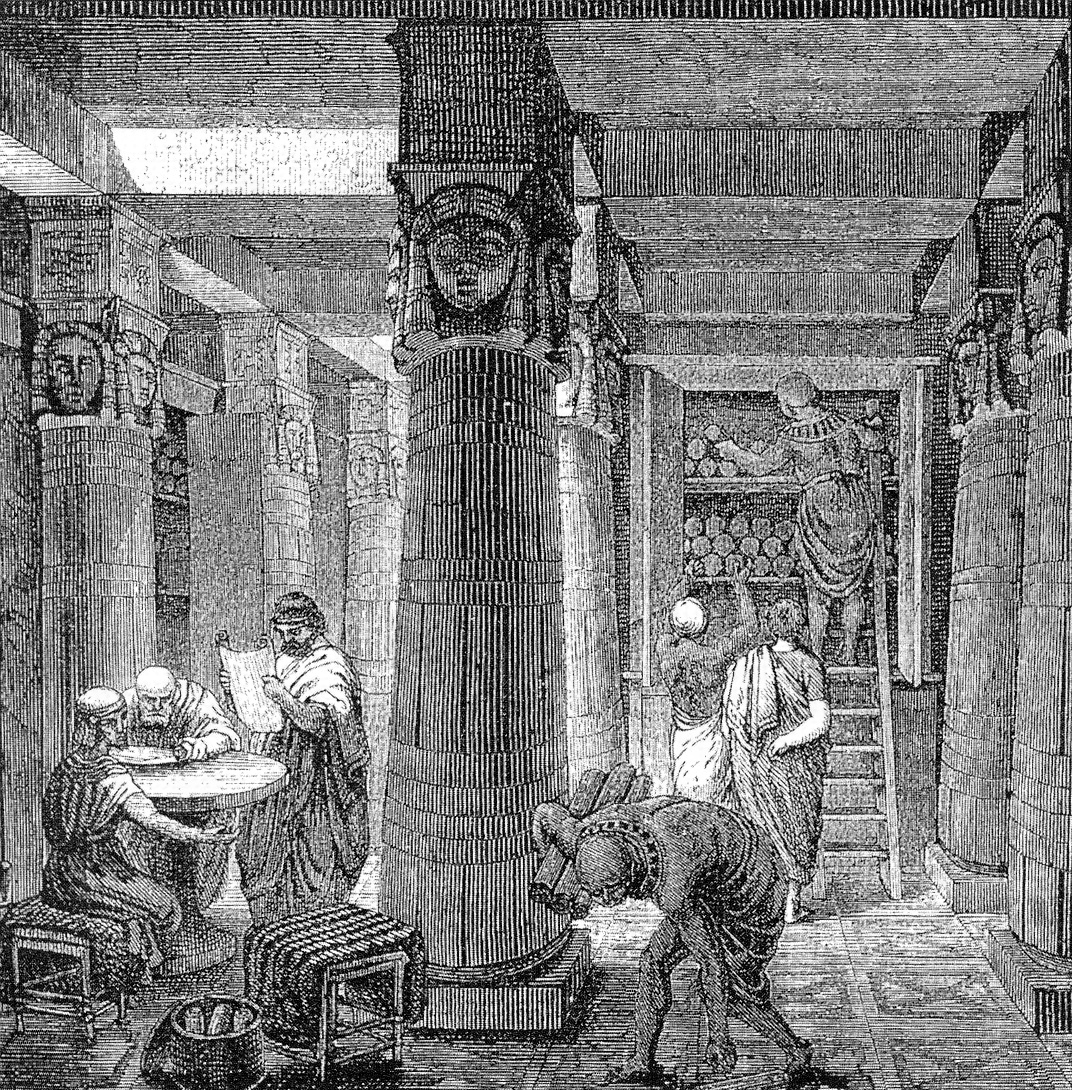
アレクサンドリア図書館

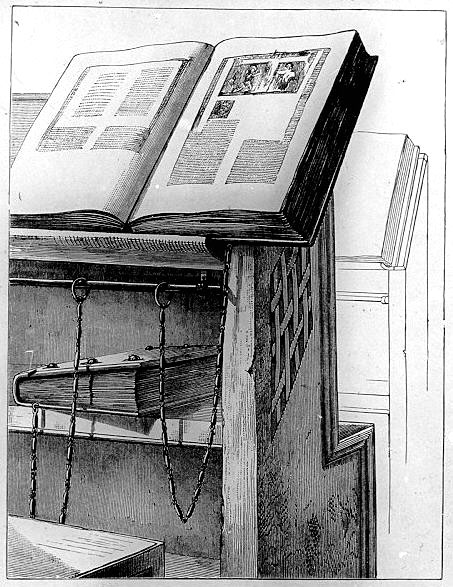
盗難防止に、鎖で読書台につながれている鎖付図書を描いた絵。手書きの写本は非常に貴重なものである（イタリアのチェゼーナ図書館）。

世界史上早期の図書館として有名なものに、紀元前7世紀のアッシリア王アッシュールバニパルの宮廷図書館（アッシュールバニパルの図書館）がある。アッシリア滅亡時に地下に埋もれたまま保存されたこの図書館の粘土板文書群の出土によって、古代メソポタミアの文献史学的研究が大きく前進した。
ヘレニズム時代の図書館としては、紀元前3世紀のアレクサンドリア図書館が著名である。この図書館は、付近を訪れる船が本を積んでいると、それを没収して写本を作成するという伝説があるほどの徹底した資料収集方針を持っていた。さらに薬草園が併設されており、今日の植物園のような遺伝資源の収集も行われていた。つまり、今でいう図書館、公文書館、博物館に相当する機能を併せ持っており、古典古代における最高の学術の殿堂となっていた。
古代三大図書館
- アレクサンドリア図書館：放火によりすべての蔵書が失われた。
- ペルガモン図書館（英語版）：現在はトルコ共和国領のミュシア地方にあった
- ケルスス図書館（英語版）：現在はトルコ領のエフェソス遺跡。

### 中世・近世
イスラム世界では、830年にアッバース朝第7代カリフのマアムーンが、バグダードに「知恵の館」（バイト・アル＝ヒクマ）を設立した。知恵の館では、写本とともにペルシャ語や古代ギリシャ語の文献の翻訳も行われた。イスラム勢力支配下のイベリア半島でアンダルスのウマイヤ朝が成立すると、コルドバには7つの図書館が建設され、カリフの図書館だけで40万巻の蔵書があった。
中世ヨーロッパでは、キリスト教の修道院に図書館・図書室が併設されていることが多かったが、この頃の主要な紙である羊皮紙はとても高価であり、更に、識字率も低かったため、写本1冊で家が買えるほど貴重なものであった。そのため、紛失を防ぐために本は鎖で本棚につながれていた。
歴史的には、学術研究用に資料を集めた場として、学者や貴族以外の者は利用できなかったり、利用が有料であったりした時代が長い。15世紀のグーテンベルクによる活版印刷の発明で、本が大量生産できるようになって初めて「誰でも無料で」の原則が広まり、民衆の間に会員制の組合図書館、都市図書館が開設された。図書館は活版印刷による複製物を体系的に収集保存提供することで、知識共有のための社会的装置となった。近代的な組織は知識水準を保持するために図書館を持った。しかし、中国などの漢字を使う地域では漢字一つ一つの金属活字（活版印刷で使う判子のようなもの）が必要だったため、活版印刷はあまり広がらず、謄写版印刷（ガリ版刷り）が主流として残り続けた。
フランスでは、1367年にシャルル5世によって王室文庫が創立され、 フランス国立図書館となった。イタリアでは、1452年にマラテスティアーナ図書館が創立された。イギリスでは、1598年にボドリアン図書館が開館した。

### 近現代
1850年にはイギリスにおいてイギリス図書館法が制定されて図書館の公費建設・適切な蔵書構成・無料公開といった近代公共図書館の原則が確立し、これを嚆矢として各国で公共図書館が設置されるようになっていった。20世紀になると、図書館は、学校、企業、医療施設などによって構成員の情報や知識の共有手段として位置付けられるようになった。

### アジア
中国においては、それぞれの王朝は蔵書楼（書庫）を持っていた。中国の仏教寺院には仏典を保管する施設として蔵経閣があった。明代中期には私立の蔵書楼が作られた。天一閣は中国に現存する最古の私立蔵書楼である。学校である国子監や書院は書庫でもあった。中国内で初の近代的図書館は、イエズス会宣教師によって清代後期の1847年に作られた徐家匯蔵書楼で、1900年代には公共図書館が建てられた。
東南アジアにおいては、仏典を保管する施設としてミャンマーではピタカタイク、タイではホートライが建てられた。

### 日本

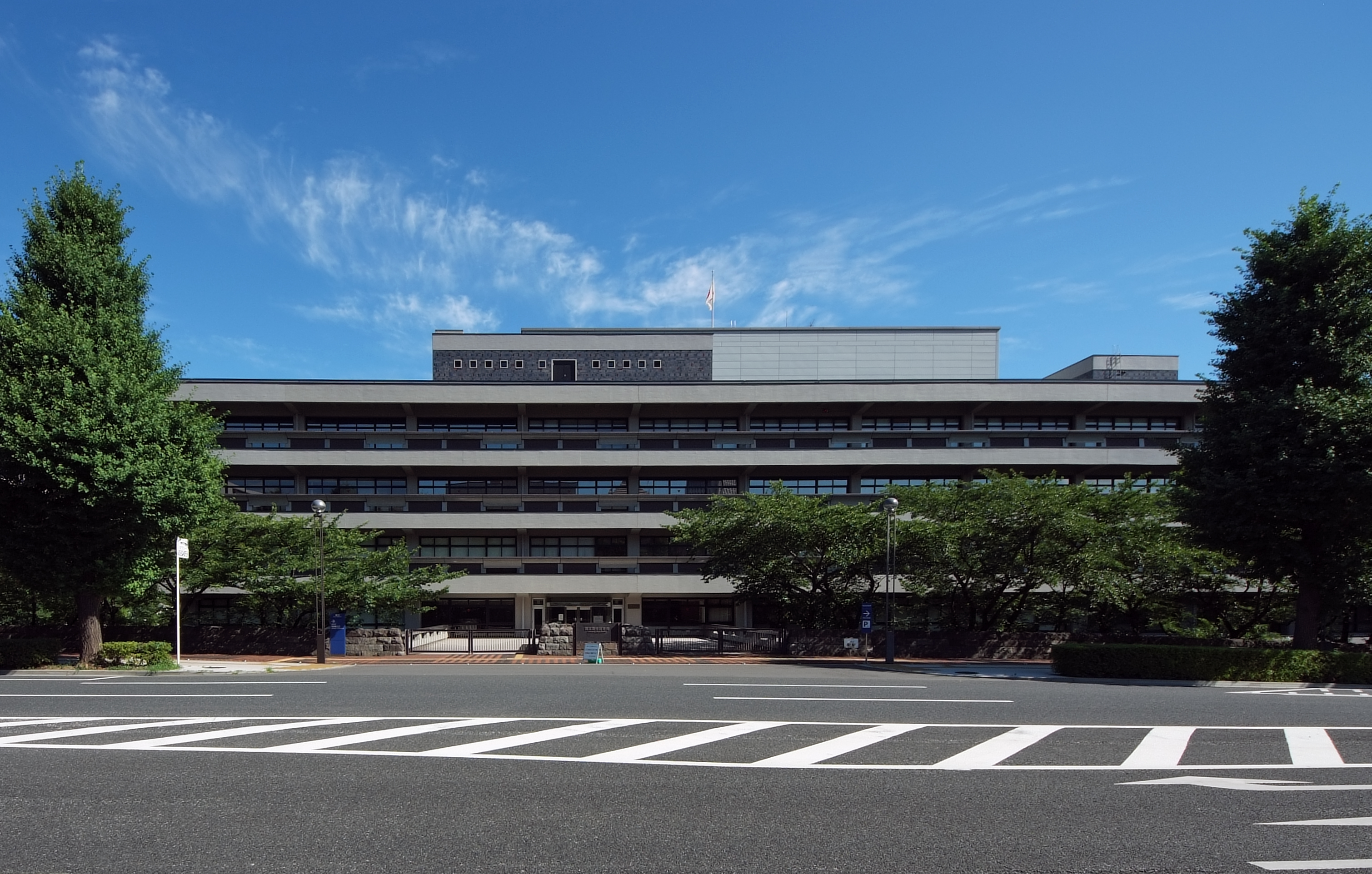
国立国会図書館

日本の図書館の歴史は、文庫、書庫、書府、経蔵や書籍館（しょじゃくかん）に遡る。近代以前の日本における図書館（的な施設）としては図書寮や芸亭、金沢文庫、足利学校などが有名である。青柳文庫は仙台藩の藩校「養賢堂」から分離独立した仙台医学館構内に1831年（天保2年）に設置され、身分に関係なく閲覧・貸出がなされた。青柳文庫が日本初の公共図書館とすることには異論もある。
近代的な欧米の図書館制度を日本に最初に紹介したのは福沢諭吉である。幕末に江戸幕府の文久遣欧使節に参加した福沢は、著書『西洋事情』の中で大英博物館図書室をはじめ、諸外国の納本制度を報告。『西洋事情』を参考にした市川清流は、1872年（明治5年）4月、明治政府に幕府の遣欧使節団の経験を活かした『書籍院建設ノ儀』という建白書を提出し、これにより、初の国による近代的図書館「書籍館」（のちの「浅草文庫」「東京書籍館」）が文部省によって設けられた。一時は内務省に移管された。また京都では、日本国初の公共図書館「京都集書院」が設けられた。
その後、1895年（明治28年）に日清戦争に勝利すると、国立図書館を求める声が高まり、政府は1897年（明治30年）4月22日に「帝国図書館官制」を公布して「帝国図書館」が誕生した。またこのとき初めて「司書」が規定された。その後、帝国図書館が1906年（明治39年）に新築されると、閲覧者数は一日平均数百人を超えるようになった。1899年（明治32年）公布の図書館令において図書館という語が用いられたことで、知識階層以外の一般国民にも図書館の存在が定着した。1922年（大正12年）には市立名古屋図書館が完成。男女区別なしの閲覧室ができたことは、当時の話題となった。
地域活性化、経営不振の公立図書館を再建のため2004年（平成16年）10月1日、日本で初めてのPFIによる民間企業への委託によるPFI図書館として三重県で桑名市図書館等複合公共施設の運営が開始された。民間企業への委託については、従来の図書館においてもコスト削減を目的に貸出業務などを委託する事例が見られる一方、サービスの質の低下が指摘されることもある。

## 図書館の機能
図書館の機能は大きく分けて6つある。
（1）図書館資料の収集
図書、新聞、雑誌をはじめとして、CDなどのマルチメディアの収集を行う。各図書館における収集方針と基準に沿って資料の選択と収集が行われる。収集方法には、具体的には、購入、寄贈、交換、寄託などがあるが、一般的には購入によるものが中心である。
（2）図書館資料の整理
収集した資料を利用者が迅速に利用できるように整えること。収集された資料は各館が定めた分類法（日本の公立図書館などでは、「日本十進分類法」に沿ったものが多い）により分類番号をつけて利用されやすいように整理する。また目録規則（日本では「日本目録規則」が用いられることが多い）に従って各資料の目録が作成されており、これを検索することによって資料の情報を得る。整理された資料は、所定の位置に配置され利用に供される。
（3）図書館資料の保存
各種資料はその材質に応じて適切に保存する必要がある。図書は劣化しにくい適切な場所に保管され、劣化した場合は対応した補修を適宜行う。利用により乱れた書架の配列を元に戻すことも保存の一環であり、多くの図書館では年に一度ほどのペースで蔵書点検を実施して資料の不備や所在をチェックする。また、利用されなくなった資料のうち、保存するだけの資料価値が乏しいと判断されたものは定期的に廃棄（除籍という）して、資料の整理を行うが、除籍した場合その資料は当該図書館において利用不可能となることを意味するため、選定は慎重に行う必要がある。
（4）図書館資料の提供
図書館の最大の業務は資料・情報提供である。資料提供方法としては館内閲覧と館外貸出があるほか、他館との間での資料相互提供も含まれる。資料の提供はしばしば、児童や社会人、高齢者といった各世代や、ビジネスマンや障害者、在留外国人といった各種利用層の利用拡充・拡大を念頭に行われる。地域的に図書館を利用しにくい遠隔地での利用促進策としては、資料の館外貸出の促進や、分館のような小規模図書館の積極的設置、さらに移動図書館による図書館設置の不可能な過疎地域へのフレキシブルな図書館サービスの提供などが挙げられる。
（5）集会活動、行事の実施
図書館利用の広報活動のことである。
（6）資料及び図書館利用に関する指導
図書館の利用のガイダンスを行うことである。

### 図書館サービス
図書館がサービス対象者の情報ニーズに合わせて提供するサービス全体を「図書館サービス（英：Library Services）」という。かつては、図書館奉仕、図書館活動と称された。（なお図書館関係法規などでは現在でも図書館奉仕を用いている）図書館サービスは、図書館及び利用者の種類、サービスを提供する施設の目的によって異なる。
1949年に制定された「ユネスコ公共図書館宣言」では、図書館サービスについて10の原則が示された。ユネスコ公共図書館宣言は、1972年、1994年に改訂され、公共図書館サービスの核として12の基本的使命を示した。1994年版の宣言の公表を受け、2001年に公共図書館サービス振興のための現実的なガイドラインとして、IFLA公共図書館分科会ワーキング・グループによってThe Public Service:IFLA/UNESCO Guidekines for Development が作成された。これは、『理想の公共図書館サービスのために』として翻訳された。
日本においては、第二次世界大戦後の1948年（昭和23年）2月に制定された国立国会図書館法で「図書館奉仕」という語が初めて登場した。戦前の日本の図書館では、図書館が利用者にサービスする機関であるという意識は薄かった。戦後の諸改革の過程でユネスコ公共図書館宣言をはじめとする海外のサービス理念が伝えられた。
図書館サービスには、代表的なものには次のものがある。
- 貸出 lending service
- 複写 copy service
- リクエスト・予約 request service
- 参考業務（レファレンスサービス） reference service
- 相互貸借 interlibrary loan

そのほか、レフェラルサービス、朗読サービス、アウトリーチサービスなどを提供する。また、司書による情報検索サービスなども行われている。インターネットで蔵書の検索・予約を行える図書館も増えている。また、新着情報サービスや選択的情報提供（SDI）、ディジタル参考調査なども考えられている。障害者手帳保有者に対しては、資料の貸出期間延長や、貸出冊数の増加、郵送サービスが行われていることも多い。

## 図書館資料
図書館資料(library material)とは、図書館が収集対象とする全ての資料のこと。
書籍や、新聞・雑誌などの逐次刊行物が中心である。大学図書館などの専門性の高い図書館では、歴史的な文献などをマイクロフィルムに記録し保存している。
20世紀後半からは、ビデオテープやDVD・CDなどの電子媒体によって提供される視聴覚資料や縮刷版も提供されるようになった。漫画も許容されるようになった。
図書館資料は時代とともに拡大されているが、図書館の自由と公共の福祉との折り合いが難しい事例も発生している。

### 廃棄本・除籍本
日本の学校図書館では、学校図書館図書廃棄規準があり、それに従い運用されている。
状態が悪い、情報が古い書籍は、図書台帳（図書原簿）から除籍され廃棄される。この時、廃棄として無料配布などが行われる。その一方で、除籍本を転売する例もみられ、古書店では図書館の蔵書印等のスタンプが捺されている本は販売できないことになっているが、個人間取引でとなるネットで販売されることがあり図書館としては裁断して再利用できない状態で廃棄することが検討される場合がある。
公共図書館が、現存数が少ない貴重な書籍や、文化人から寄贈されたコレクションを大量廃棄して批判を受けたこともある。発覚した事例として、桑原武夫遺族から寄贈された約1万冊の蔵書を無断で廃棄した京都市立図書館、高知県立大学が貴重な郷土史などの文献や絶版本を含む3万8000冊を焼却した一件がある。 

## 日本の図書館に関する法律や規則
図書館法第2条では、図書館を「図書、記録、その他必要な資料を収集し、整理し、保存して、一般公衆の利用に供し、その教養、調査研究、レクリエーション等に資することを目的とする施設」と定義している。

### 設置
図書館は種類によって、設置の根拠となる法律が異なる。
公立図書館、民法上の公益法人または日本赤十字社が設置する私立図書館は、図書館法により規定されている。
大学図書館は文部科学省令である大学設置基準・短期大学設置基準に規定されており、設置が義務づけられている。
都道府県または市区町村の教育委員会もしくは学校法人が設置する学校に設置される学校図書館は学校図書館法により規定されており、設置の義務がある。図書館ではあるが、著作権法31条の適用外であるため、資料の複写は許されていない。認定こども園を含む幼稚園の図書室は幼稚園設置基準により規定されており、努力規定である。また単なる図書室であって図書館ではない。
国立国会図書館東京本館、国立国会図書館関西館および国立国会図書館国際子ども図書館ならびに国立国会図書館が司法、行政各部に設置する支部図書館は、国立国会図書館法に規定されている。
このほかに特定の職種を対象とした図書館にも根拠法がある。たとえば船員図書館は港湾法に基づく福利厚生のための図書館である。

### 図書館をめぐる法の歴史
近代の日本における図書館関連の旧法令としては図書館令、公立図書館職員令、改正図書館令が挙げられる。
1933年（昭和8年）に公布された改正図書館令第10条では「地方長官ハ管内ニ於ケル図書館ヲ指導シ其ノ聯絡統一ヲ図リ之ガ機能ヲ全カラシムル為文部大臣ノ認可ヲ受ケ公立図書館中ノ一館ヲ中央図書館ニ指定スベシ」と規定され、帝国図書館の指導監督の下に各府県に1つの中央図書館が指定された。中央図書館の役割は、貸出文庫の設置、図書館調査・指導、目録の編集・配布、機関誌の発行、物品の共同購入の斡旋、郷土資料の収集などであった。1948年（昭和23年）には国立国会図書館法が、1950年（昭和25年）図書館法が成立した。図書館法の成立により制度としての中央図書館は廃止された。1953年（昭和28年）には学校図書館法が定められた。

### その他
- 日本の図書館は厚生労働省によって特定建築物に指定されており、図書館施設の環境衛生などに関する義務規定がある。また公益法人である日本図書館協会は図書館員の倫理綱領などを定めている。
- 建築基準法による用途規制により、図書館は12種の用途地域のうち工業専用地域には建設できない。その他の11種の用途地域には建設できる。
- 図書館を建築する目的で行う開発行為（主として建築物の建築または特定工作物の建設の用に供する目的で行う土地の区画形質の変更）は、通常開発行為に必要とされる都道府県知事の許可を得ずに行うことができる。

## 図書館の設備
図書館には、開架式図書館と閉架式図書館がある。

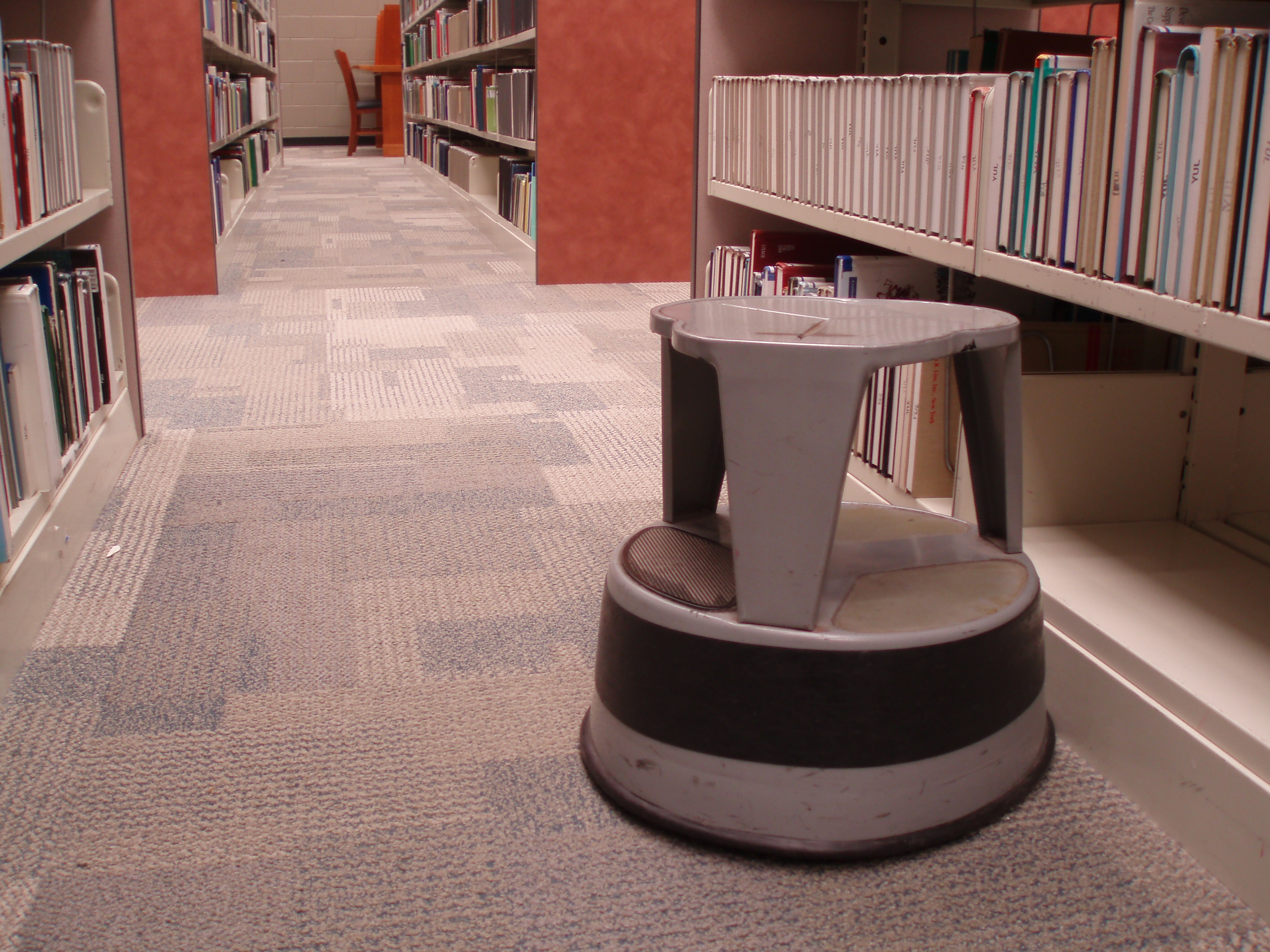
キックステップ

一般的な開架式図書館の場合、室内に書架が並んでいる。書架には書籍などがブックエンドで仕切られて収納されており、利用者は自由に手にとり閲覧することができる。書架に並べきれない書籍や貴重な資料は書庫に収納されている。書架の近くにはレファレンスルームが設けられている場合もある。高い位置にある図書を手にとるために、脚立やキックステップなどの踏み台が設置されていることもある。出入り口付近のカウンターには司書などの図書館員が常駐し、貸出やレファレンス対応のサービスを行っている。建物の外には、開館時間外の図書館資料返却に対応するためにブックポストが用意されている。
蔵書の検索やインターネット上のWebページなどの閲覧ができる端末を備える図書館、館内資料の自動貸し出しシステムや消毒装置を持つ図書館もある。また、貸出処理をしていない資料の持ち出し防止のために、図書館の出入り口にはブックディテクションシステムが設置されていることが多い。

## 職員
図書館法は、公共図書館における専門的職員の資格として司書、司書補を規定している。ただし、日本の図書館法においては司書資格は図書館に必須とまではされていない。このため、図書館職員採用時に司書資格所持者を前提とする場合は図書館配属となる場合が多いが、一般採用で採用された後に職員として図書館に配属されるケースも、特に小規模団体については多い。
学校図書館には教師との兼任職として司書教諭の設置が義務づけられているが、小規模校については免除されている。学校への司書教諭設置義務化は2003年と遅かったため、それ以前には教員免許を持たない学校図書館専門職員を雇用し司書業務を担当させることも多く、これが司書教諭とは別の存在である学校司書として定着していった。大学図書館には、「必要な専門的職員その他の専任職員」を置くことが規定されている。
公立図書館職員のうち専任職員は2022年時点において24.4％にすぎず、4分の3が非正規職員によって占められている。非正規図書館職員は低賃金や不安定な労働条件で働くことも多く、日本図書館協会から改善要求が提出されている。

## 図書館の規模
世界の国立図書館の中には、書籍を含めて数千万単位の図書館資料を所蔵する図書館もある。アメリカ議会図書館やモスクワのロシア国立図書館 、中国国家図書館、大英図書館などが有名である。
日本には2013年時点、公立・私立の公共図書館が3,246館あり、約4億2,383万冊の蔵書を所蔵している。大学図書館（短大・高専図書館を含む）は1,674館であり、約3億3,166万冊の蔵書を所蔵している。日本最大の図書館は国立国会図書館東京本館である。
山梨県は、人口10万人に対する図書館の数が6.59で全国1位となっている（全国平均2.61、2018年の記事による）。

## 図書館の種類

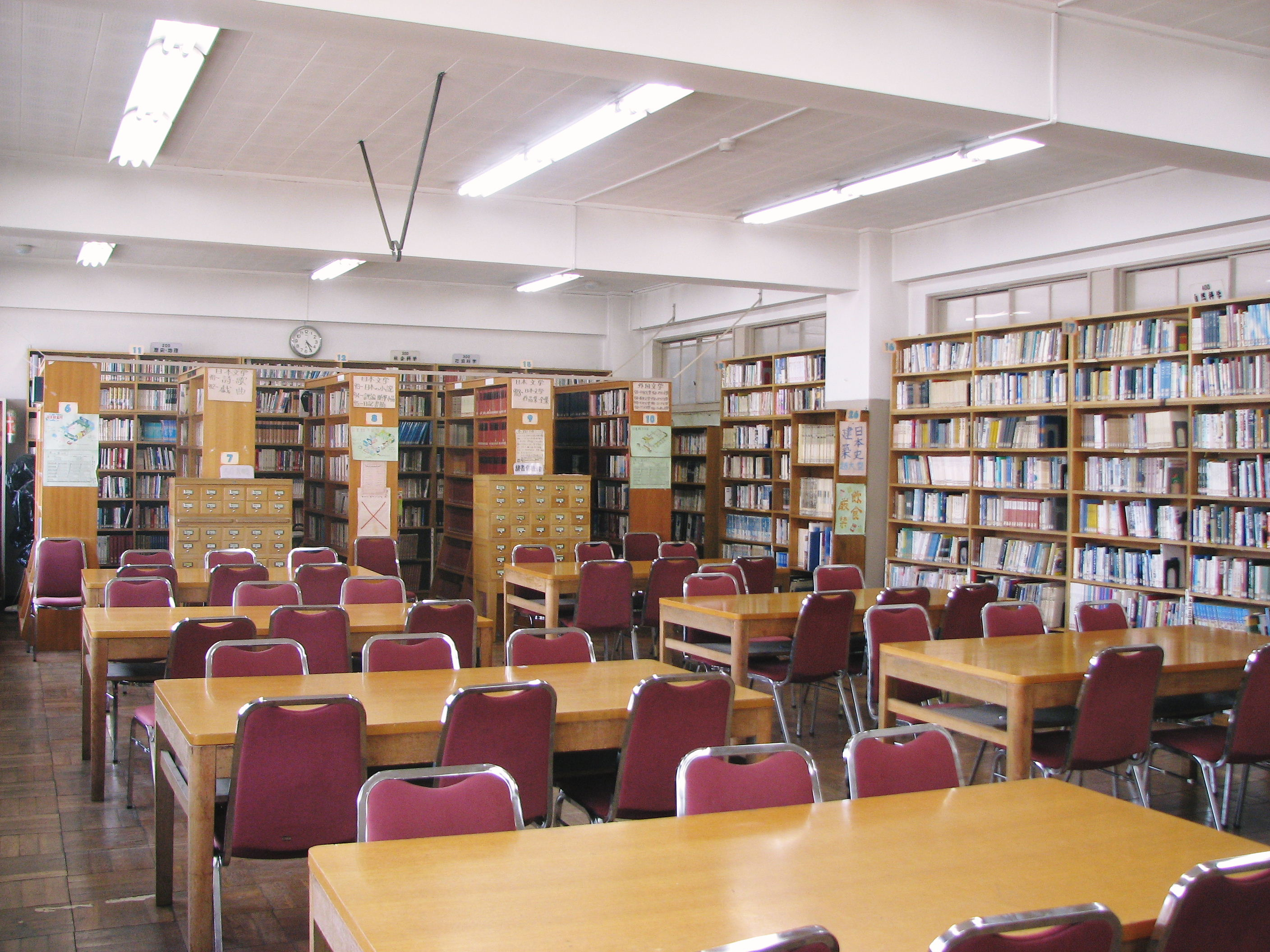
神奈川県立川和高等学校図書室

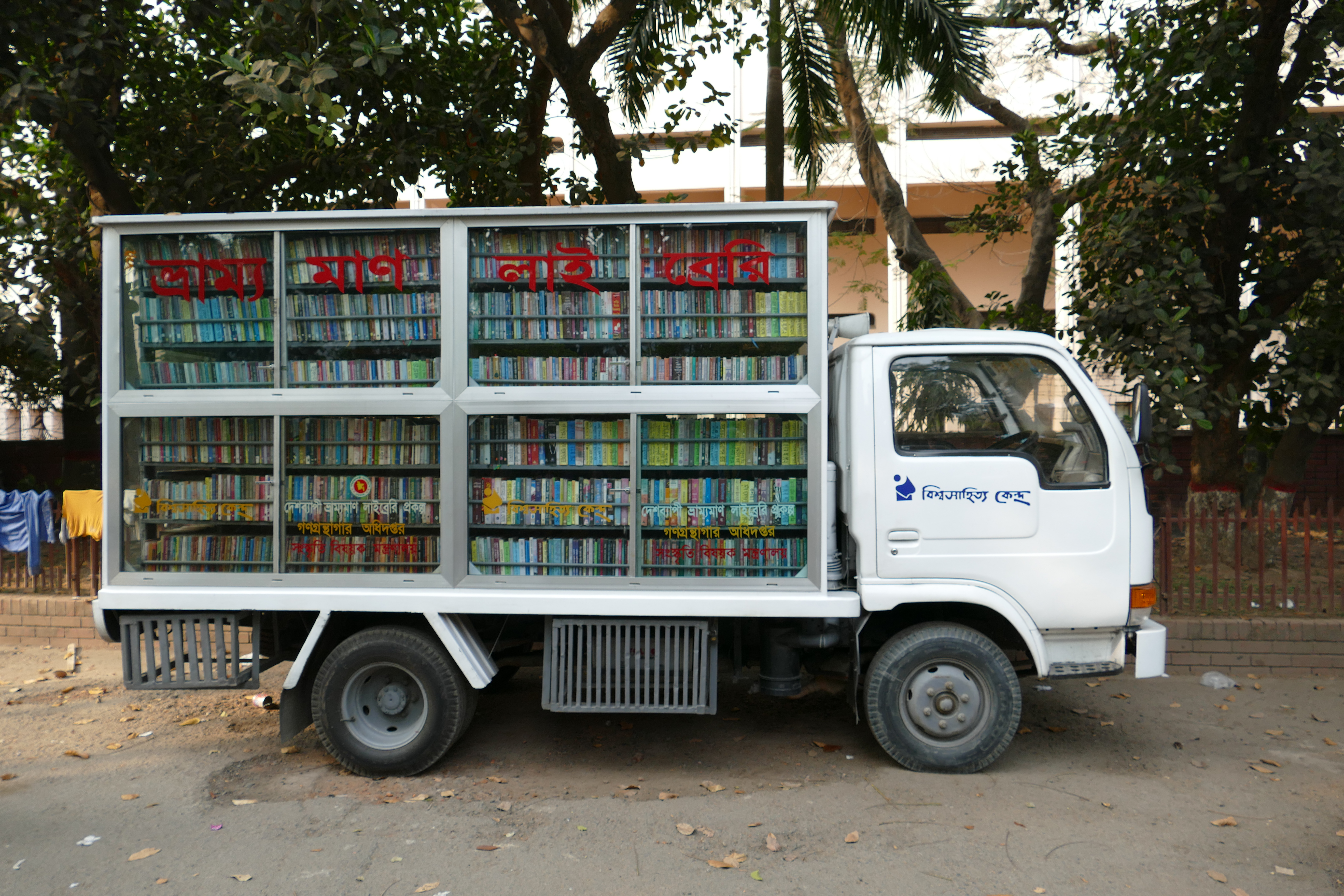
ダッカの移動図書館（2020年）

図書館には、設置者やサービス対象などによっていくつかの種類が存在する。

### 国会図書館
一国を代表する国立の中央図書館は国立図書館と呼ばれ、その国の図書館サービスおよび資料収集の中心機能を担っている。日本においては国立国会図書館がこれに該当する。国立図書館には納本制度が定められ、国内における出版物の一定部数の納本を義務づけている国が多い。

### 公共図書館
公共図書館は設置母体によって都道府県立図書館・市町村立図書館などの公立図書館と、私立図書館（私設図書館）に分かれ、当該地域住民への図書館サービスを担っている。公立図書館は図書館法において無料公開が原則であることが定められているが、私立図書館にはその規定は存在しない。また、日本では1999年のPFI促進法によって公立図書館の民間委託（PFI）が可能となったため、これを利用したPFI図書館も増加しつつある。

### 学校図書館
小学校から高校までの学校には学校図書館が設置され、学校教育を支援する目的を持っている。

### 大学図書館
大学に設置される図書館は大学図書館と呼ばれ、学校図書館とは根拠法が異なる。

### 専門図書館
このほか、各種団体がその必要に応じて設置した図書館は専門図書館と総称される。総括的な根拠法は存在せず、団体関係者を中心とした専門性が高く限定的な利用を想定した運営が行われることが多い。また、病院患者図書館、刑務所図書館、船員図書館、自衛隊図書室など特殊な施設専用の図書館も専門図書館に含まれる。

## 世界の主な図書館

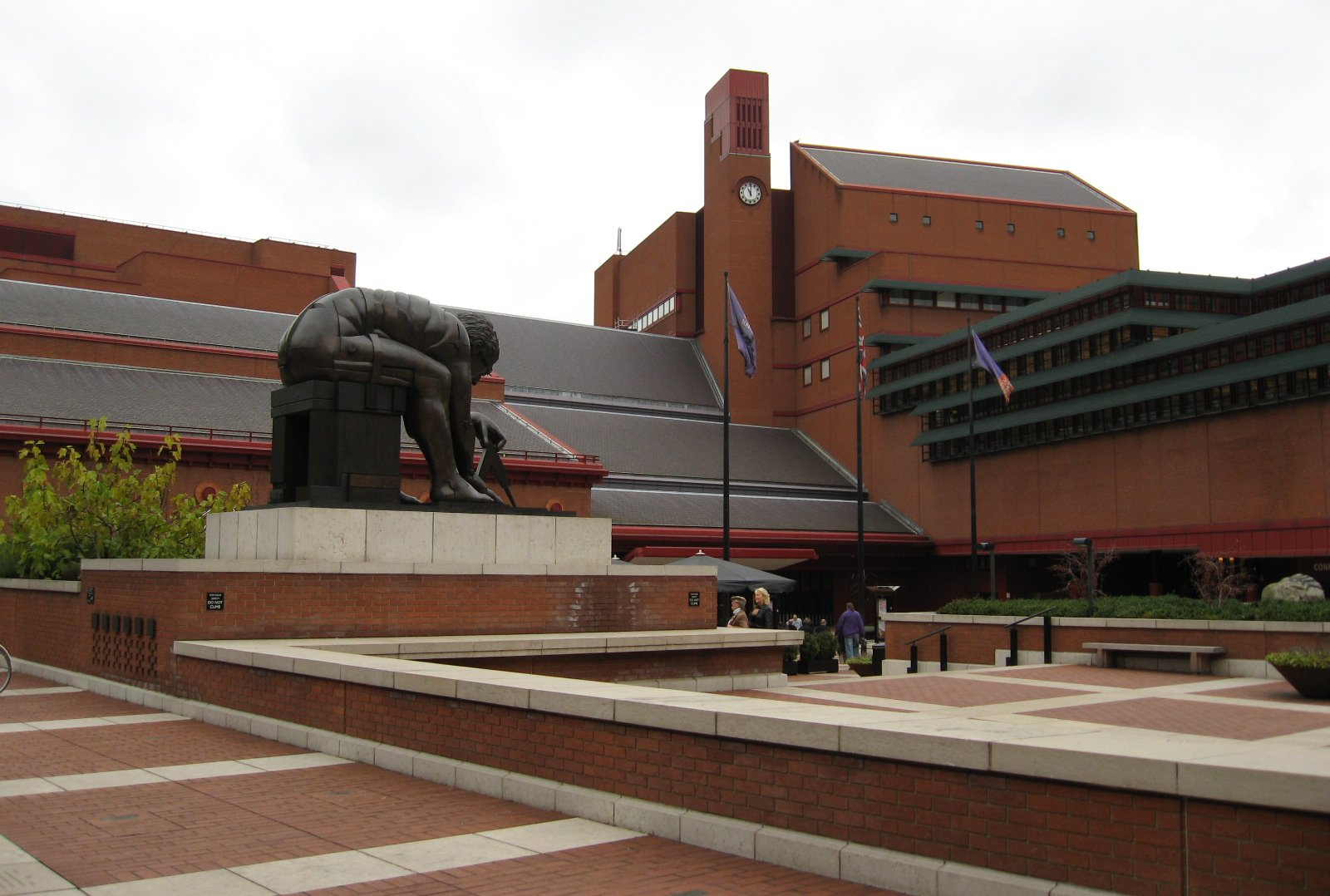
大英図書館

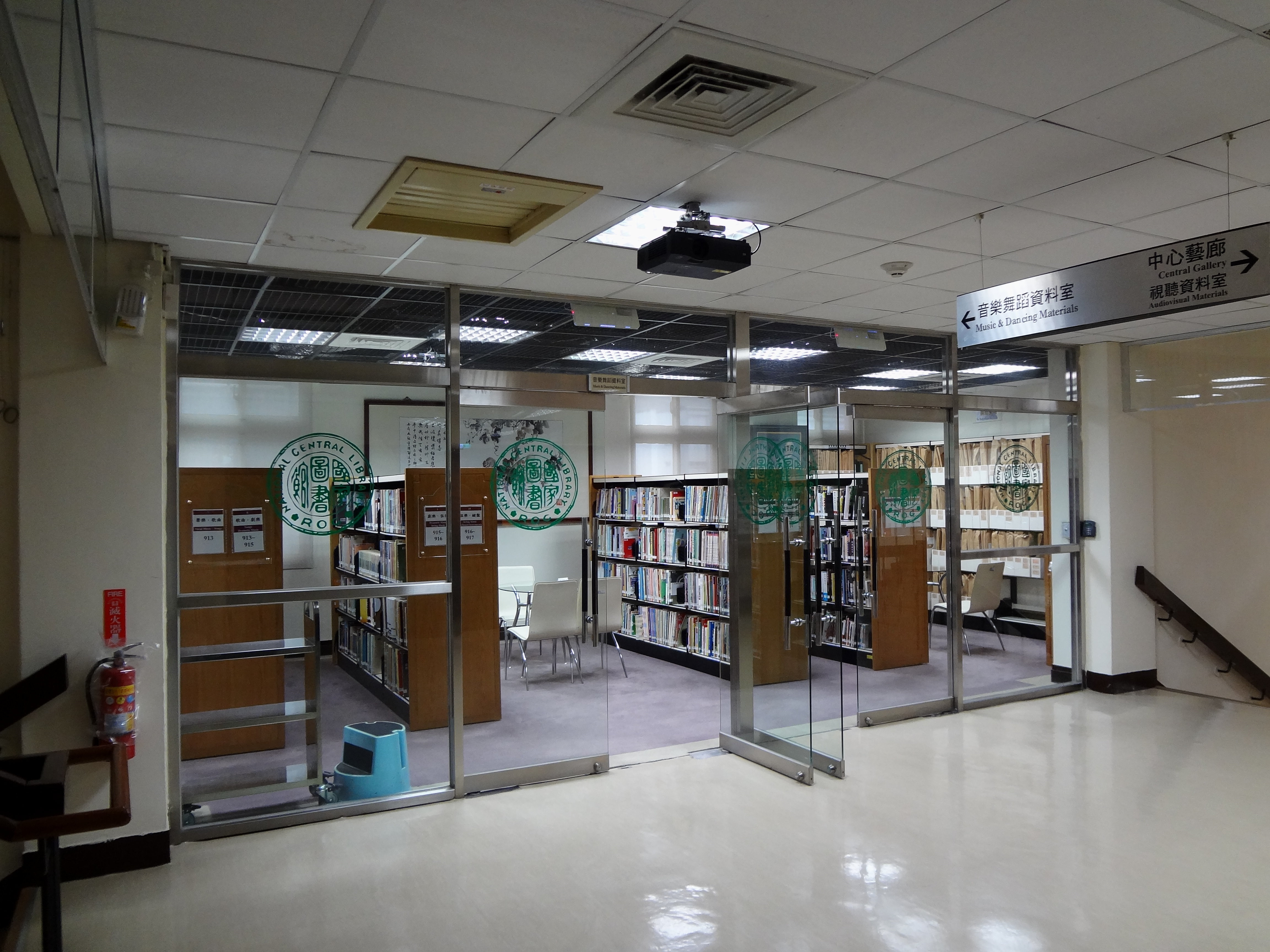
国家図書館（台湾・台北市）の音楽舞踏資料室

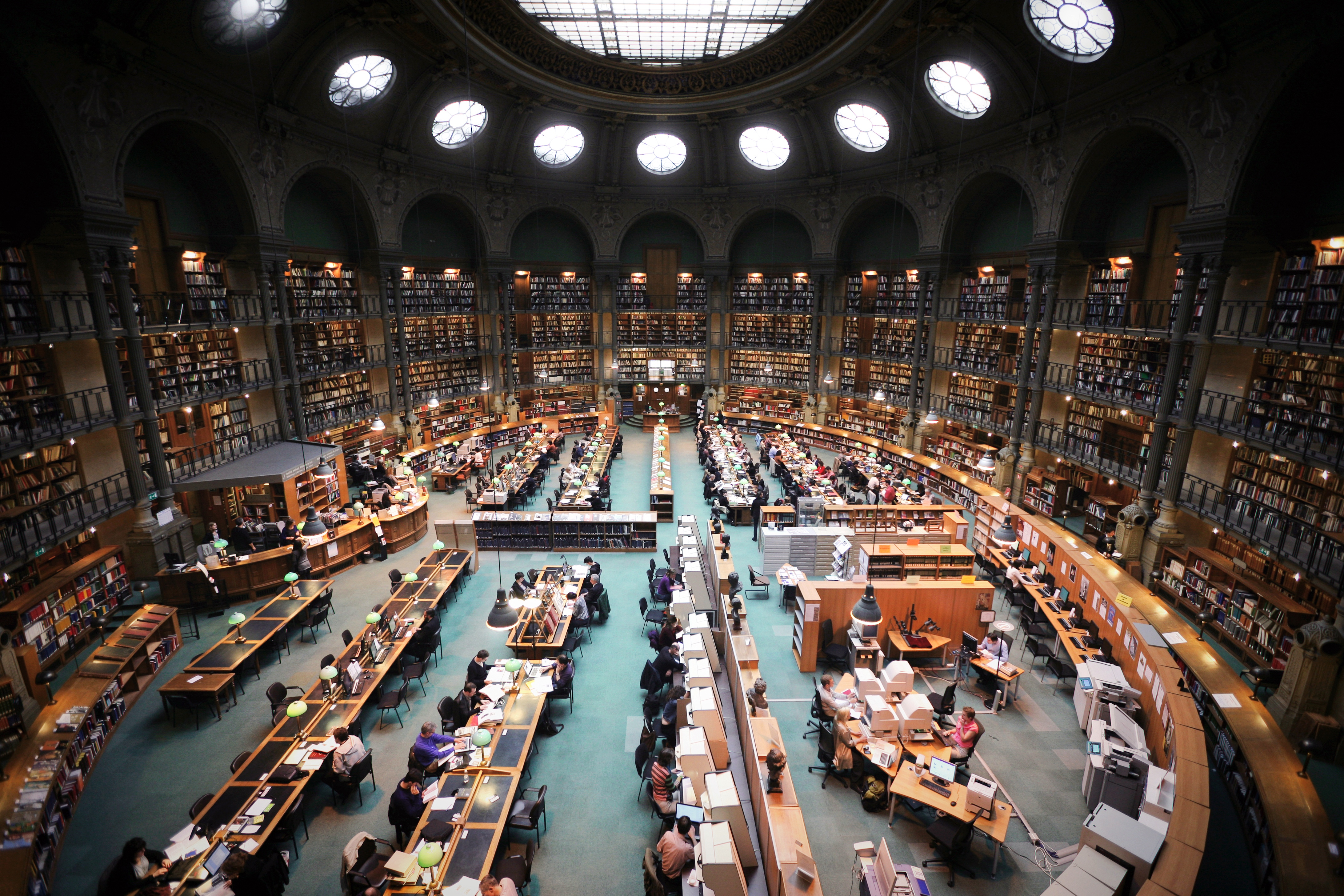
フランス国立図書館リシュリュー館（旧館）

- スペイン国立図書館
- ローマ国立中央図書館（英語版）（イタリア）
- ケンブリッジ大学図書館（英語版）（イギリス）
- エジプト国立図書館・公文書館（英語版）
- ハーバード図書館（英語版）（アメリカ）
- マサチューセッツ工科大学図書館（英語版）（アメリカ）
- ギリシャ国立図書館（英語版）
- インド国立図書館
- アメリカ議会図書館
- アンブロジアーナ図書館（イタリア）
- イスラエル国立図書館
- ウプサラ大学図書館（スウェーデン）
- 大英図書館
- オーストラリア国立図書館
- カーネギー図書館（アメリカ合衆国ほか各国）
- 国家図書館（台湾）
- 人民大学習堂（北朝鮮）
- 新アレクサンドリア図書館（エジプト）
- 中国国家図書館
- デンマーク王立図書館
- ドイツ国立図書館
- ニューヨーク公共図書館（アメリカ合衆国）
- バイエルン州立図書館（ドイツ）
- バチカン図書館
- フィレンツェ国立中央図書館（イタリア）
- フランス国立図書館
- ベルリン州立図書館（ドイツ）
- ボドリアン図書館（イギリス）
- ロシア国立図書館 (サンクトペテルブルク)

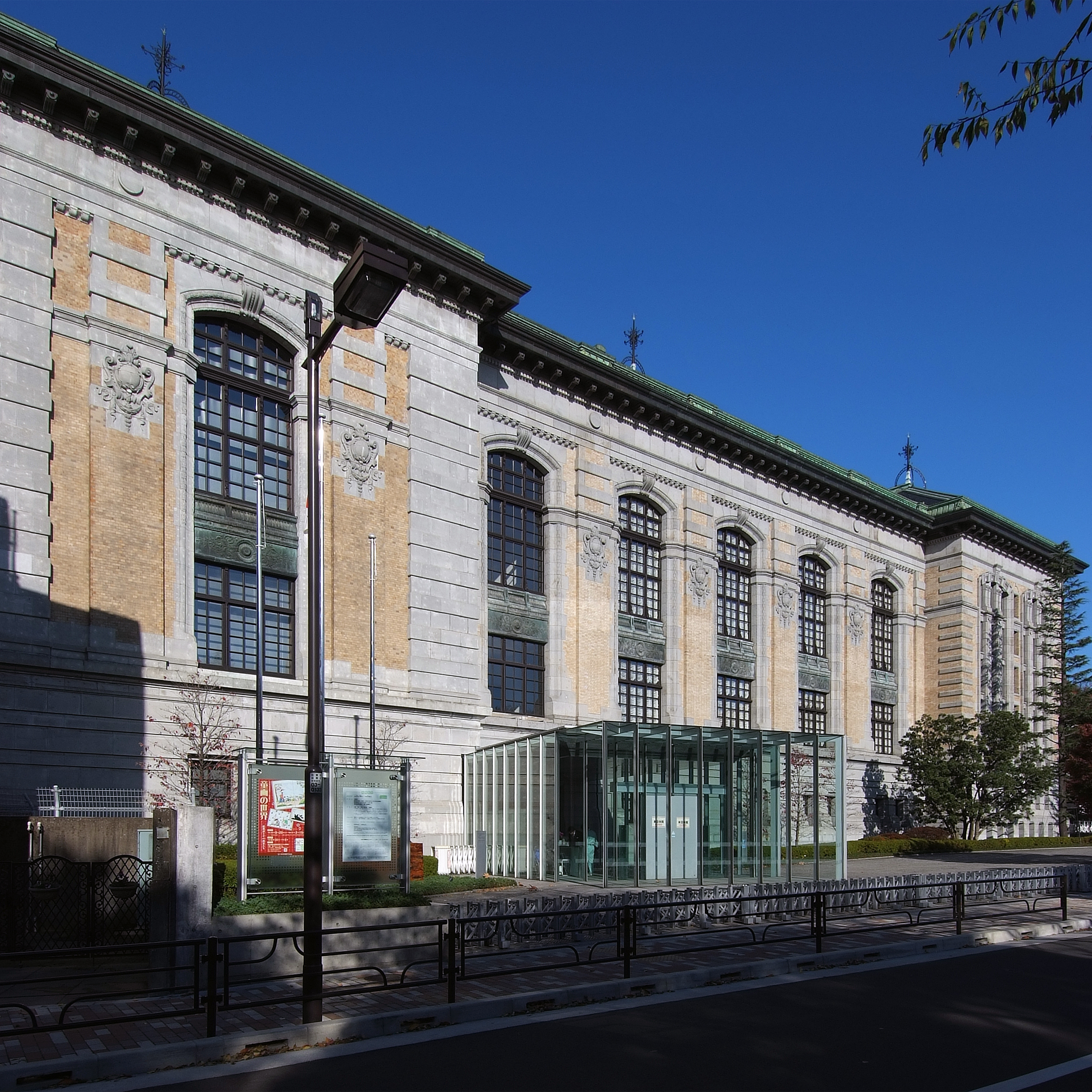
国際子ども図書館

- ロシア国立図書館 (モスクワ)

### 日本の国立図書館
- 国立国会図書館
- 国立国会図書館関西館
- 国際子ども図書館

## 図書館に関する研究
資料組織論や図書分類法など図書館の運営を研究する図書館学が古くからある。また近年、図書館学と情報学を融合させた社会学的な図書館情報学も研究されている。図書館員、司書の育成、図書館学の研究のためのライブラリー・スクールがある。

## 文化
表現の自由や知る権利の保障を目的として、日本では日本図書館協会によって1954年に図書館の自由に関する宣言が採択された。この宣言では「資料収集の自由」、「資料提供の自由」、「検閲への反対」の3つが掲げられ、さらに1979年の改定によって「利用者の秘密を守る」原則が付け加えられた。
盗まれないよう鎖付図書・ブックカースなどが施された。
害虫対策には、図書館猫が飼われることがある。また、ジョアニナ図書館やマフラ国立宮殿の図書館にはコウモリが害虫対策に飼われている。
日本では、図書館を表す略字として、「𡆥、圕」と表記されることがある。